# Elmenhorst (Familie)

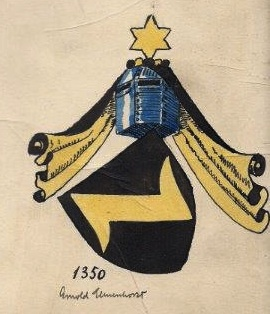
Wappen der Familie Elmenhorst, 1350

Elmenhorst ist der Name eines aus karolingischer Zeit stammenden Geschlechts freier Bauern aus Westfalen und einer alten Hamburger großbürgerlichen Kaufmannsfamilie.

## Geschichte
Die Familie geht zurück auf den Reichshof Elmenhorst, der urkundlich erstmals 1292 erwähnt wird, jedoch bereits in karolingischer Zeit entstanden ist, und der in der Nähe der heutigen Stadt Waltrop, Kreis Recklinghausen, lag. Die Familie dort starb mit der letzten Erbtochter 1832 aus.
Die heute in Hamburg, Bremen, Berlin, Bad Homburg vor der Höhe, Bochum, Friedrichshafen, Guatemala-Stadt, San Francisco und Santiago de Chile ansässige Familie geht in direkter Linie zurück auf den Hof Elmenhorst in Estorf, Vogtei Landesbergen, der in der Grafschaft Hoya belegen ist. Die Existenz dieses Hofes wird 1325 urkundlich erstmals erwähnt in einer Bestätigung der Belehnung des Klosters Herford, entstanden als eine Ausgründung des Reichshofs Elmenhorst in Westfalen. In allen späteren Dokumenten wird der Hof mit dem Hofnamen Elmenhorst bezeichnet bis zur Ablösung der Meier-Rechte im Jahr 1842.
In der letzten Hälfte des 17. Jahrhunderts ließ sich mit Hans Hinrich Elmenhorst (1697–vor 1747) ein Zweig der Familie in Hamburg nieder. Sein Sohn Hinrich Christian Elmenhorst (1726–1779) begründete als Kaufmann und Partenreeder die Firma „Elmenhorst & Co.“ zu Altona. Mit dem Verkauf von lüneburgischem Salz und dem Im- und Export vom und zum Mittelmeer und zu den französischen Atlantikhäfen war er ein außerordentlich erfolgreicher Kaufmann, der bei seinem Tod die beträchtliche Summe von 100.000 Courantmark hinterließ (mithin den Gegenwert von rund 24 Tonnen Feinsilber) und damit einer der wohlhabendsten Bürger Altonas war.
Nach seinem Tode führten zwei seiner Söhne, Peter Daniel Elmenhorst (1767–1816) und Christian Friedrich Elmenhorst (1766–1807), die Firma nun unter dem Namen Elmenhorst Gebrüder fort. Christian Friedrich ging nach einer kaufmännischen Lehre bei seinem Onkel, dem Altonaer Kaufmann und Mäzen Peter Theodor Zeise (1757 – 1812), für fünf Jahre nach Bordeaux zum Handelshaus J. C. Brauer, bevor er 1792 in die väterliche Firma eintrat. Er hinterließ keine Nachkommen. Sein Bruder Peter Daniel ging zunächst zur Firma Hinrich & Johann Martin Brauer in die Lehre, bevor er Mitinhaber von Elmenhorst Gebrüder wurde. Während der Kontinentalsperre bereederte er 1805–1806 die Brigg Vigilantica, die regelmäßig von Tönning in Nordfriesland nach Messina (Sizilien) und nach Barcelona fuhr. Auf diese Weise konnte er von Tönning aus England eingeschmuggelte Ware weiterhandeln. Außer dem Im- und Exportgeschäft betrieb Elmenhorst Gebrüder auch eine florierende Kerzengießerei in Altona, die 1826 mit großem Profit veräußert wurde.
Neben seiner kaufmännischen Tätigkeit engagierte sich Peter Daniel Elmenhorst verstärkt im sozialen Bereich. Er gehörte zusammen mit Peter Theodor Zeise zu den Mitgründern des Altonaer Waisenhauses und des Altonaer Unterstützungs-Vereins, der als Altonaer Sparkasse von 1799 für die ärmere Bevölkerung diente. Aus diesem Verein entwickelte sich ab 1827 die Hamburger Sparkasse.
Die Firma Elmenhorst Gebrüder wurde 1876 als eines der ältesten Handelshäuser Altonas aufgelöst. Nach Peter Daniel Elmenhorst wurde die Elmenhorststraße in Hamburg-Altona benannt, da an dieser Straße die von ihm mitgegründete Altonaer Sparkasse lag.
Theodor Hinrich Elmenhorst (1801–1876) begründete mit seinen neun Kindern die vier bis heute existierenden Familienstämme, den Theodor Hinrich'schen Ast (nach Theodor Hinrich Elmenhorst, 1838–1883), den Walter'schen Ast (nach Walter Richard Elmenhorst, 1839–1894), den Percival'schen Ast (nach John Percival Elmenhorst, 1841–1913) und den Friedrich'schen Ast (nach Friedrich Wilhelm Elmenhorst, 1847–1908). Der männliche Erstgeborene jedes Stammes trägt bis heute den jeweiligen Namen als einen seiner Vornamen. 
Durch weit verzweigte Heirat in den letzten 300 Jahren ist die Familie mit zahlreichen alten Hamburger Kaufmannsfamilien, Senatoren- und Bürgermeisterfamilien verknüpft.

## Wappen
Das 1350 erstmals bezeugte Wappen der Familie Elmenhorst zeigt eine horizontale Wolfsangel, ein Jagdgerät, das früher zum Fang von Wölfen eingesetzt wurde.

## Namensträger
- Geverhart Elmenhorst (1583–1621), Philologe
- Hinrich Elmenhorst (1632–1704), Theologe, Kirchenlieddichter und Verfasser von Opernlibretti
- Hans Hinrich Elmenhorst (1697–vor 1747), Kaufmann
- Hinrich Christian Elmenhorst (1726–1779), Kaufmann und Partenreeder, Begründer und Inhaber von „Elmenhorst Gebrüder“
- Peter Daniel Elmenhorst (1767–1816), Kaufmann, Inhaber von „Elmenhorst Gebrüder“, Mitbegründer des Waisenhauses und des „Altonaer Unterstützungs-Vereins“, aus dem sich 1827 die Hamburger Sparkasse entwickelte
- Theodor Hinrich Elmenhorst (1801–1876), Kaufmann zu London und Altona, Begründer und Inhaber der Firma „Elmenhorst Gebrüder“ in London
- Friedrich Wilhelm Elmenhorst (1847–1908), Kaufmann, Inhaber der Firma „Elmenhorst & Co“ in New York
- Wilhelm Ludwig Geverhart Elmenhorst (1890–1964), Ethnologe und Kaufmann, Begründer und Inhaber der Firma „Elmenhorst & Co“ in Hamburg
- Kurt Wolfram Carlos Elmenhorst (1910–2000), Kaufmann, Gelehrter, Maya-Forscher und Sammler von Mayatextilien
- Johann Hinrich Oswald Elmenhorst (1930–2011), Chemiker, Toxikologe
- Mia Elmenhorst (1911–2013), UfA-Filmschauspielerin